# Малий Татару
Малий Татару — острів в Кілійському гирлі річки Дунай в Ізмаїльському районі Одеської області.
Належить до первинної дельти річища Дунаю.
Входить до складу регіонального ландшафтного парку «Ізмаїльські острови».

## Географія
Площа острова становить 738 га, при довжині 6,38 км, найширше місце складає 1,6 км.
Виник острів Малий Татару на місці з'єднання двох невеликих островів. На території острову розташовані 10 внутрішніх водойм. 10 га території займає ліс.

## Екологія
За часи радянського союзу на території острова Малий Татару були збудовані дамби, що призвело до зміління водойм.
У 2003 році в рамках реалізації проєкту відновлення острову Малий Татару силами Всесвітнього фонду дикої природи навколо острову було зруйнована частина дамб.
У 2005 році на острів було випущено стадо з корів породи Сіра українська для оновлення флори острова.